# Сканаван (Вісконсин)
Сканаван (англ. Skanawan) — місто (англ. town) в США, в окрузі Лінкольн штату Вісконсин. Населення — 386 осіб (2020).

## Демографія
Згідно з переписом 2010 року, у місті мешкала 391 особа в 165 домогосподарствах у складі 127 родин. Було 285 помешкань
Расовий склад населення:
| - 100,0 % — білих |

До двох чи більше рас належало 0,0 %. Частка іспаномовних становила 0,3 % від усіх жителів.
За віковим діапазоном населення розподілялося таким чином: 15,1 % — особи молодші 18 років, 70,3 % — особи у віці 18—64 років, 14,6 % — особи у віці 65 років та старші. Медіана віку мешканця становила 48,5 року. На 100 осіб жіночої статі у місті припадало 104,7 чоловіків;  на 100 жінок у віці від 18 років та старших — 107,5 чоловіків також старших 18 років.
Середній дохід на одне домашнє господарство  становив 77 936 доларів США (медіана — 75 250), а середній дохід на одну сім'ю — 88 692 долари (медіана — 81 000). Медіана доходів становила 54 028 доларів для чоловіків та 36 042 долари для жінок. За межею бідності перебувало 2,4 % осіб, у тому числі 0,0 % дітей у віці до 18 років та 4,3 % осіб у віці 65 років та старших.
Цивільне працевлаштоване населення становило 208 осіб. Основні галузі зайнятості: виробництво — 28,8 %, освіта, охорона здоров'я та соціальна допомога — 16,3 %, роздрібна торгівля — 11,1 %, фінанси, страхування та нерухомість — 8,7 %.